# حكايات حارتنا (رواية)
حكايات حارتنا هي مجموعة قصصية عبارة عن مجموعة حكايات يحكي فيها نجيب محفوظ قصصًا مختلفة عاشها، وكل حكاية وحدة سردية مكتملة؛ حيث البطل الحارة والتكية بأساطيرهما وغموضهما، وقد صدرت طبعتها الأولى عام 1975. ووفقًا لمحفوظ فقد بدأ كتابتها كنوع من السيرة الذاتية، ثم تغيَّر منهجها لتتحوَّل إلى رواية متخيَّلة، وعدد الصفحات 163 صفحة. وصف الكاتب والروائى ياسر عبد اللطيف بأنه «كتاب فاتن».، كما تحولت الرواية إلى مسرحية إنتاج 1990 من إخراج كمال الدين حسين، وبطولة علي حميدة  وزينب يونس وآخرين.

## نبذه عن المحتوى
كل حكاية من الحكايات الـ 78 التي يحتويها الكتاب أشبه بقصة قصيرة كاملة، وحدة سردية مكتملة يمكن أن تقرأ بذاتها لذاتها، يمكن أن تتراوح بين عدة أسطر ولا تزيد على صفحة أو اثنتين في الغالب، يربط بينها «الراوى»، الذي يكاد يعادل محفوظ الواقعى نفسه، و«الحارة» و«التكية» بغموضها وأحلامها ورمزيتها التي تتمحور حولها الأحداث والوقائع وتستدعى الذكريات.
حكايات حارتنا تقرب القارئ من تلك الحارة يخترق خصوصياتها ويغدو فرداً من أفرادها، يعايش الشخصيات ويتفاعل معها، ويتعرف على أم عبدو أشهر امرأة في الحارة التي هي في قوة كبيرة، وعلى إحسان صورة أمها المصغرة، وعلى صبري ابن العم المهذب ذكي العينين، وسلومة أول شهيد من أبناء الحارة وعلى وعلى... ويمضي القارئ إلى الساحة مع صبيان الحارة وإلى بيت القيرواني وإلى الكتّاب وإلى وإلى... خيال يطوف في أرجاء الحارة يمتع النفس والعين بمرأى صور قصصها التي تنساب سلسة عن شاشة صفحات نجيب محفوظ.